# グッジョブ!CHRISTMAS EDITION
『グッジョブ!CHRISTMAS EDITION』（グッジョブ クリスマス・エディション）は、RIP SLYMEのベストアルバム。2005年12月7日発売。

## 概要
同年8月31日に発売された『グッジョブ!』のクリスマス・バージョンのアルバム。3万枚限定のリリースなためプレミアがついている。
『グッジョブ!』と違い、6曲目に収録されていた「Tokyo Classic」は収録されていないが、1枚目のアルバム『FIVE』から「運命共同体」と、シングル「GALAXY」から「Super Shooter」が代わりに収録されている。また、『グッジョブ!』の初回盤のみに収録された「STEPPER'S DELIGHT (TRICKY REMIX)」も収録されていない。
ジャケットのイラストは『グッジョブ!』と同じく赤塚不二夫のスタジオであるフジオプロダクションが担当していて、イラストがクリスマス仕様に変更されている。

## 収録曲
1. STEPPER'S DELIGHT
（作詞：RYO-Z, ILMARI, PES, SU　作曲：DJ FUMIYA）
デビューシングル。
2. 雑念エンタテインメント
（作詞：RYO-Z, ILMARI, PES, SU　作曲：DJ FUMIYA）
2ndシングル。
3. 運命共同体
（作詞：RYO-Z, ILMARI, PES, SU　作曲：DJ FUMIYA）
1stアルバム『FIVE』の4曲目。
4. One
（作詞：RYO-Z, ILMARI, PES, SU　作曲：PES）
3rdシングル。
5. FUNKASTIC
（作詞：RYO-Z, ILMARI, PES, SU　作曲：DJ FUMIYA）
4thシングル。
6. 楽園ベイベー
（作詞：RYO-Z, ILMARI, PES, SU　作曲：DJ FUMIYA）
5thシングル。
7. BLUE BE-BOP
（作詞・作曲：RIP SLYME）
6thシングル。
8. JOINT
（作詞・作曲：RIP SLYME）
7thシングル。
9. HOTTER THAN JULY
（作詞：RYO-Z, ILMARI, PES, SU　作曲：DJ FUMIYA）
3rdアルバム『TIME TO GO』の2曲目。
10. Dandelion
（作詞：RYO-Z, ILMARI, PES, SU　作曲：DJ FUMIYA）
8thシングル。
11. GALAXY
（作詞・作曲：RIP SLYME）
9thシングル。
12. Super Shooter
（作詞・作曲：RIP SLYME）
9thシングルのc/w。
13. 黄昏サラウンド
（作詞：RYO-Z, ILMARI, PES, SU　作曲：PES）
10thシングル。
14. マタ逢ウ日マデ
（作詞：RYO-Z, ILMARI, PES, SU　作曲：Tomoyuki Tanaka and DJ FUMIYA）
インディーズ最後のシングル。
15. UNDER THE SUN
（作詞：RYO-Z, ILMARI, PES, SU　作曲：DJ FUMIYA）
新曲。RYO-Z曰く「夏フェス全国縦断用新曲」。
16. MORE & MORE
（作詞：RYO-Z, ILMARI, PES, SU　作曲：PES）
新曲。ナムコのコンシューマーゲームソフト「鉄拳5」のCM曲。